# پیتر فان در آ
پیتر فان در آ (هلندی: Pieter van der Aa; ۱ ژانویهٔ ۱۶۵۹ – ۱ اوت ۱۷۳۳) جغرافی‌دان و ناشر اهل هلند بود.او برای منتشر کردن نقشه‌ها و اطلس‌های گوناگون از قاره آفریقا شناخته شده‌است.بسیاری از آثار او
بعدتر برای عامه به زبان‌های فرانسوی و هلندی منتشر شد.